# 9350 Waseda
9350 Waseda eller 1991 TH2 är en asteroid i huvudbältet som upptäcktes den 13 oktober 1991 av de båda japanska astronomerna Masanori Hirasawa och Shohei Suzuki vid Nyukasa-observatoriet. Den är uppkallad efter Wasedauniversitetet.
Den tillhör asteroidgruppen Nysa.